# Крекінг-установки Юронг
Крекінг-установки Юронг — складові частини нафтохімічного майданчика компанії ExxonMobil на острові Юронг в Сінгапурі.
З 1966 року на острові Юронг діяв нафтопереробний завод компанії Mobil. Наприкінці століття його вирішили доповнити нафтохімічним виробництвом, за чим послідувало введення у 2001 році установки парового крекінгу. Розрахована на споживання суміші важкої сировини — газового бензину, газойлю та важких залишків нафтопереробки — вона могла продукувати 900 тисяч тонн етилену і 435 тисяч тонн пропілену на рік.
А в 2007-му почалось спорудження другої установки, котра за заявою власника є найбільш гнучкою в світі з точки зору сировини, оскільки може піддавати піролізу широкий спектр вуглеводнів, від легких газів до сирої нафти (останню наразі не споживає жодна інша установка парового крекінгу). В 2010-му сім печей, кожна з яких була 50 метрів заввишки та важила 2000 тонн, прибули на будівельний майданчик на спеціальному судні для перевезення великовагових вантажів Rolldock Sun, а до кінця 2012-го установка була повністю завершена. Її потужність по етилену та пропілену склала 1 млн тонн та 500 тисяч тонн відповідно.
Весь продукований на майданчику етилен спрямовується на виробництво поліетилену (потужність 1,9 млн тонн). Що стосуються пропілену, то його використовують лінії поліпропілену (930 тисяч тонн) та спеціальних еластомерів (300 тисяч тонн). На майданчику також випускають 100 тисяч тонн 1-бутену (використовується як кополімер) та 450 тисяч тонн  бутенів, котрі в подальшому споживаються для виробництва ізононілового спирту (345 тисяч тонн), ізопарафінового розчинника високої чистоти (Isopar™ fluids, 35 тисяч тонн) та галобутилового каучуку (140 тисяч тонн). Переробка більш важких фракцій (С5—С8) дає компоненти для моторного бензину та продукування гідрокарбонового каучуку (90 тисяч тонн).
Можливо також відзначити, що комплекс ExxonMobil у Сінгапурі має власні когенераційні установки електричною потужністю 440 МВт.